# Peroneutypa
Peroneutypa is een geslacht van schimmels behorend tot de familie Diatrypaceae. De typesoort is Peroneutypa bellula. 

## Soorten
Volgens Index Fungorum telt het geslacht 33 soorten (peildatum maart 2023):
| Soortnaam                                   | Auteur(s)                               | Publicatiejaar |
| ------------------------------------------- | --------------------------------------- | -------------- |
| Peroneutypa alsophila                       | (Durieu & Mont.) Carmarán & A.I. Romero | 2006           |
| Peroneutypa anomianthi                      | N.I. de Silva, Lumyong & K.D. Hyde      | 2022           |
| Peroneutypa bellula                         | (Desm.) Berl.                           | 1902           |
| Peroneutypa comosa                          | (Speg.) Carmarán & A.I. Romero          | 2006           |
| Peroneutypa corniculata                     | (Ehrh. ex Pers.) Berl.                  | 1902           |
| Peroneutypa curvispora                      | (Starbäck) Carmarán & A.I. Romero       | 2006           |
| Peroneutypa cylindrica                      | (Kalchbr. & Cooke) Berl.                | 1902           |
| Peroneutypa diminutiasca                    | Q.J. Shang, Phukhamsak & K.D. Hyde      | 2018           |
| Peroneutypa diminutispora                   | D.A.C. Almeida, Gusmão & A.N. Mill.     | 2016           |
| Peroneutypa discriminis                     | Rehm                                    | 1914           |
| Peroneutypa exigua                          | Syd. & P. Syd.                          | 1909           |
| Peroneutypa gliricidiae                     | (Rehm) Carmarán & A.I. Romero           | 2006           |
| Peroneutypa heteracanthoides                | Sacc.                                   | 1921           |
| Peroneutypa indica                          | Devadatha, V.V. Sarma & E.B.G. Jones    | 2020           |
| Peroneutypa iranica                         | (Petr.) Mehrabi                         | 2019           |
| Peroneutypa kochiana                        | (Rehm) Carmarán & A.I. Romero           | 2006           |
| Peroneutypa komonoensis                     | Saccas                                  | 1954           |
| Peroneutypa kunmingensis                    | L. Lu, K.D. Hyde & Tibpromma            | 2022           |
| Peroneutypa leucaenae                       | Samarak. & K.D. Hyde                    | 2022           |
| Peroneutypa lignicola                       | Z.L. Luo, K.D. Hyde & H.Y. Su           | 2019           |
| Peroneutypa longiasca                       | Senwanna, Phookamsak & K.D. Hyde        | 2017           |
| Peroneutypa mackenziei                      | Q.J. Shang, Phook. & K.D. Hyde          | 2017           |
| Peroneutypa macrorostrata                   | Saccas                                  | 1954           |
| Peroneutypa mangrovei                       | Devadatha & V.V. Sarma                  | 2019           |
| Peroneutypa multistromata                   | C. Moreau & M. Moreau                   | 1951           |
| Peroneutypa obesa                           | (Syd. & P. Syd.) Carmarán & A.I. Romero | 2006           |
| Peroneutypa perseae                         | Rieuf & Teasca                          | 1970           |
| Peroneutypa philippinarum                   | Rehm                                    | 1914           |
| Peroneutypa polymorpha                      | Chevaug.                                | 1956           |
| Peroneutypa polysporae                      | Devadatha, V.V. Sarma & E.B.G. Jones    | 2020           |
| Peroneutypa rubiformis                      | Q.J. Shang, Phukhamsak & K.D. Hyde      | 2018           |
| Peroneutypa scoparia (Harig schorsschijfje) | (Schwein.) Carmarán & A.I. Romero       | 2006           |
| Peroneutypa variabilis                      | Petch                                   | 1922           |